# Novosibirská oblast
Novosibirská oblast (rusky Новосиби́рская о́бласть) je jedna z oblastí Ruské federace. Jejím hlavním městem je Novosibirsk.

## Historie
Novosibirská oblast vznikla 28. září 1937.

## Oblastní symboly

### Vlajka
Vlajka Novosibirské oblasti je tvořena listem o poměru stran 2:3 s pěti svislými pruhy: červeným, bílým, modrým, bílým a zeleným s poměrem šířek pruhů 5:3:2:3:5. Mezi krajními pruhy jsou zobrazeni dva černí soboli, držící žlutý bochník se slánkou. Pod nimi prochází středními pruhy úzký (1/80 šířky vlajky) vodorovný proužek – černý v bílých pruzích, bílý v modrém.

## Geografie
Oblast hraničí na jihu s Kazachstánem a Altajským krajem, na východě s Kemerovskou, na severu pak s Tomskou oblastí a na západě s Omskou oblastí. Sama leží zhruba mezi řekami Ob a Irtyš, v jihozápadní části Sibiře. Téměř celé její území pokrývá zalesněná bažinatá rovina, na východě se nachází mírná pahorkatina, protéká jí veletok Ob. Hlavní dopravní význam zde má již zmíněná řeka a také Transsibiřská magistrála, probíhající od východu oblasti na západ.

## Obyvatelstvo
- Porodnost (stav 2008): 12,60
- Úmrtnost (stav 2008): 14,7

Hlavní etnika (stav 2002):
- Rusové (93,0 %)
- Němci (1,8 %)
- Ukrajinci (1,3 %)
- Tataři (1,0 %)
- Kazaši (0,4 %)
- Bělorusové, Arméni, Ázerbájdžánci (po 0,3 %)
- Čuvaši (0,2 %)

Velká města:
- Novosibirsk 1 390 500
- Berdsk 94 600
- Iskitim 64 100
- Kujbyšev 48 000
- Barabinsk 30 400

Podíl městského obyvatelstva je 77,3 %.